# 董斌
董斌（1988年11月22日—）是中国田径运动员，专长为三级跳远。他在亚洲室内田径锦标赛上两度夺金，个人最好成绩为17.58米。
他的三级跳远室内最好成绩17.33米是亚洲和中国室内纪录。他代表中国参加了2012年奥运会，在2011年亚洲田径锦标赛上得第五名，在2009年、2011年两度入围世界大学运动会决赛。
2016年8月16日，他在里约奥运会男子三级跳远决赛中以17.58米的成绩夺得铜牌，这是中国队在该项目上收获的首枚奥运奖牌，也是湖南田径运动员赢得的首枚奥运奖牌。同年他也赢得世界室内锦标赛。

## 生涯
他生于长沙，在北京的2006年世界青年田径锦标赛上首次代表中国参加国际赛事，在资格赛小组列第八。2008年，他在成年比赛取得进步，在中国田径锦标赛上以个人最好成绩16.54米取得亚军。在2009年的室内赛季，他在全国室内田径锦标赛南京站上将个人最好成绩提高到16.89米并夺冠。在2009年全国运动会上，他代表家乡湖南省，取得第六名。
他在成年赛事的第一项重大成功在2010年亚洲室内田径锦标赛上，他跳出16.73米的赛事纪录，夺金。同年，他创下个人最佳室外成绩16.86米，在全国锦标赛上列第三。2011年2月，他以17.01米的成绩打破中国室内纪录，4月再次达到这一成绩。董斌和李延熙同为2011年亚洲田径锦标赛参赛者，但李延熙夺得银牌，而董斌仅以16.36米得第五名。仅一周多后他又在风速助力(+2.1 m/s) 下跳出17.05米。
他在2012年亚洲室内田径锦标赛上以17.01米的全国纪录卫冕，但仅勉强胜出跳出同样成绩但次佳成绩不如自己的同胞曹硕。在个人首次亮相的全球成年比赛2012年世界室内田径锦标赛上，他取得第八名。4月，他取得大进步，跳出17.38米，取得了伦敦奥运会的资格，在三级跳比赛取得第十名，是亚洲选手的最好名次。
2013年3月，他以17.16米在南京打破奥列格·萨凯尔钦20年的亚洲室内纪录。同年，他进入世界锦标赛决赛。
他在2015年世界田径锦标赛上的表现显得逊色，未能在主场进入决赛。
他在2016年起步良好，2月在全国室内大奖赛创下新的地区和国家室内纪录，3月更赢得世界室内锦标赛。他随后在2016年夏季奥林匹克运动会的夺铜之旅中创下新的个人室外纪录。

## 参赛记录
| 年        | 賽事               | 舉辦城市           | 名次            | 記錄                      |           |
| 代表 中国 | 代表 中国          | 代表 中国          | 代表 中国       | 代表 中国                 | 代表 中国 |
| --------- | ------------------ | ------------------ | --------------- | ------------------------- | --------- |
| 2006      | 世界青年田径锦标赛 | 中国北京           | 第14名 (资格赛) | 15.60 m                   |           |
| 2009      | 世界大学运动会     | 塞尔维亚贝尔格莱德 | 第11名          | 16.26 m                   |           |
| 2010      | 亚洲室内田径锦标赛 | 伊朗德黑兰         | 第1名           | 16.73 m                   |           |
| 2011      | 亚洲田径锦标赛     | 日本神户           | 第5名           | 16.36 m                   |           |
| 2011      | 世界大学运动会     | 中国深圳           | 第8名           | 16.32 m                   |           |
| 2012      | 亚洲室内田径锦标赛 | 中国杭州           | 第1名           | 17.01 m （=室内全国纪录） |           |
| 2012      | 世界室内田径锦标赛 | 土耳其伊斯坦布尔   | 第8名           | 16.75 m                   |           |
| 2012      | 奥林匹克运动会     | 英国伦敦           | 第10名          | 16.75 m                   |           |
| 2013      | 世界田径锦标赛     | 俄罗斯莫斯科       | 第9名           | 16.73 m                   |           |
| 2014      | 亚洲运动会         | 韩国仁川           | 第2名           | 16.95 m                   |           |
| 2015      | 亚洲田径锦标赛     | 中国武汉           | 第4名           | 16.65 m                   |           |
| 2015      | 世界田径锦标赛     | 中国北京           | 第18名 (资格赛) | 16.44 m                   |           |
| 2016      | 世界室内田径锦标赛 | 美国波特兰         | 第1名           | 17.33 m                   |           |
| 2016      | 奥林匹克运动会     | 巴西里约热内卢     | 第3名           | 17.58 m                   |           |
| 2018      | 世界室内田径锦标赛 | 联合王国伯明翰     | 第8名           | 16.84 m                   |           |

## 外部連結
- 董斌在的頁面